# Јонас Јервинен
Јонас Јервинен (фин. Joonas Järvinen — Турку, 5. јануар 1989) професионални је фински хокејаш на леду који игра на позицијама одбрамбеног играча.
Члан је сениорске репрезентације Финске за коју је на међународној сцени дебитовао на светском првенству 2012. године.
Каријеру је започео у финској лиги играјући за екипе ХК ТПС и Пеликанс. Потом у лето 2012. потписује двогодишњи уговор са НХЛ тимом Нешвил предаторсима, међутим током наредне две сезоне је играо за њихову АХЛ филијалу Милвоки адмиралсе. Како није успео да се избори за место у тиму Предаторса, након истека уговора враћа се у Европу где у наредне две сезоне игра за руски Сочи и фински ХИФК.
Крајем септембра 2016. потписује двогодишњи уговор са кинеским тимом Црвена звезда Куенлуен са којим се такмичи у КХЛ лиги.